# Saint-Père-en-Retz
Saint-Père-en-Retz is een gemeente in het Franse departement Loire-Atlantique (regio Pays de la Loire). De plaats maakt deel uit van het arrondissement Saint-Nazaire. Saint-Père-en-Retz telde op 1 januari 2022 4.701 inwoners.

## Geografie
De oppervlakte van Saint-Père-en-Retz bedroeg op 1 januari 2022 62,72 vierkante kilometer; de bevolkingsdichtheid was toen 75 inwoners per km².

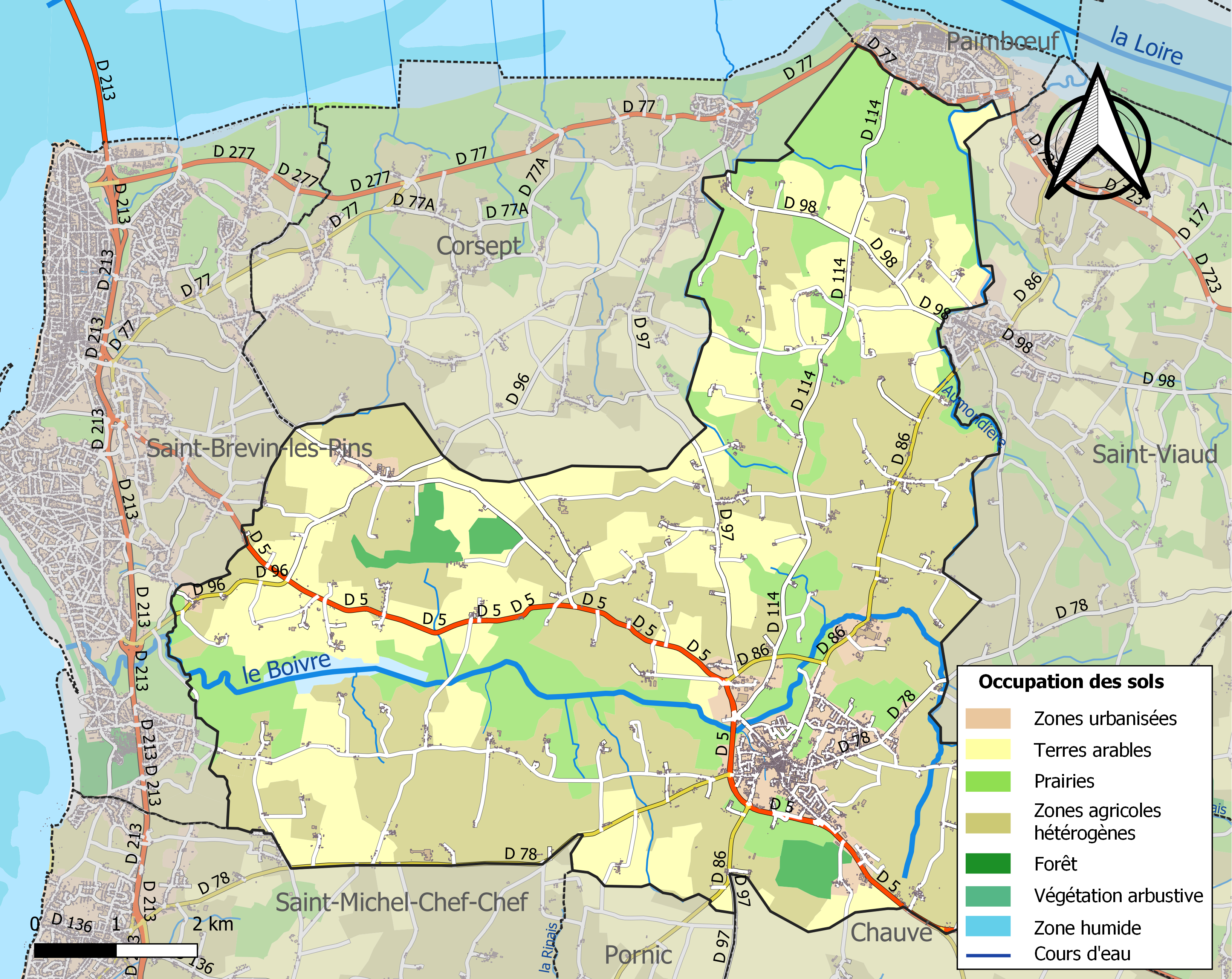
Kaart van de gemeente met de belangrijkste infrastructuur, bodemgebruik en omliggende gemeenten

## Demografie
Onderstaande figuur toont het verloop van het inwonertal (bron: INSEE-tellingen).